# Stegastes leucostictus
Espèce
Statut de conservation UICN

 LC  : Préoccupation mineure
Stegastes leucostictus est une espèce de poissons de la famille des Pomacentridae.